# Balaenoptera bertae
Balaenoptera bertae — вимерлий вид вусатих китів, який жив від 3.35 до 2.5 млн років тому в пліоцені в районі сучасної зони затоки Сан-Франциско. Вид Balaenoptera bertae був відкритий у 2013 році.

## Опис
Balaenoptera bertae оцінюється в 5–6 метрів. Він трохи менше сучасного смугача малого. Відомий за частковим черепом, у якому відсутні верхня щелепа, передчелюстні кістки та носові кістки.